# The Unexpected Honeymoon
The Unexpected Honeymoon è un cortometraggio muto del 1910. Il nome del regista non viene riportato nei titoli.

## Produzione
Il film fu prodotto dall'Independent Moving Pictures Co. of America (IMP)

## Distribuzione
Il film - un cortometraggio in una bobina - uscì nelle sale il 26 dicembre 1910, distribuito dalla Motion Picture Distributors and Sales Company.